# Rödelhausen

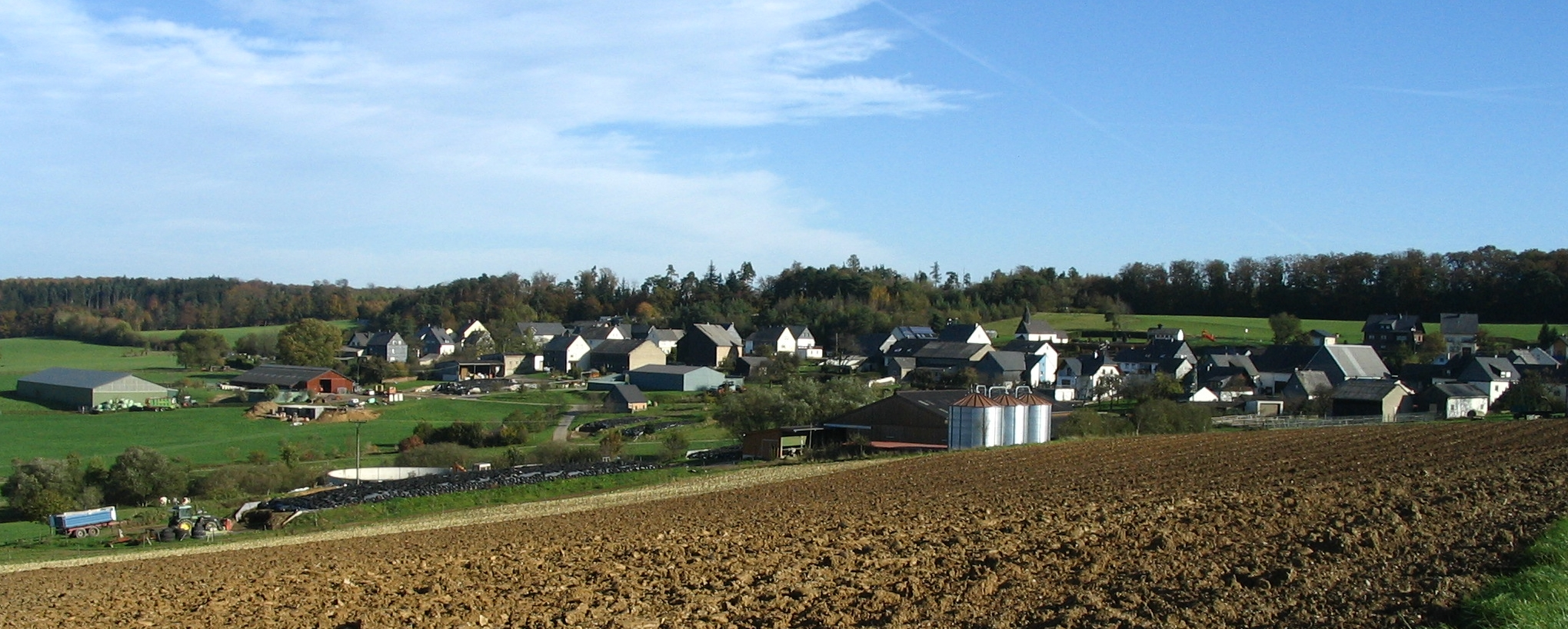
Rödelhausen aus Richtung Belg

Rödelhausen ist eine Ortsgemeinde im Rhein-Hunsrück-Kreis in Rheinland-Pfalz. Sie gehört der Verbandsgemeinde Kirchberg (Hunsrück) an.

## Geographie
Rödelhausen liegt zentral im Hunsrück an der Landesstraße 197.
Die Rödelhausener Sandgrube östlich des Orts ist eine geologische Seltenheit im Hunsrück.

## Geschichte
Späthallstattzeitliche Grabhügel mit Skelettbestattung zeigen eine frühe Besiedlung. Die Entstehungszeit des Orts ist nicht urkundlich belegt.
Seit dem 12. Jahrhundert war der Ort ein Teil der Grafschaft Sponheim. Um das Jahr 1310, nach neueren Erkenntnissen des Landeshauptarchiv Koblenz wohl 1330–1335, wird der Ort unter dem Namen Redelnhusen im Sponheimischen Gefälleregister der Grafschaft Sponheim erwähnt.
Im 18. Jahrhundert kam Rödelhausen in den Besitz der Markgrafen von Baden.
Mit der Besetzung des Linken Rheinufers 1794 durch französische Revolutionstruppen wurde der Ort französisch und gehörte von 1798 bis 1814 zum Kanton Zell im Rhein-Mosel-Departement. 1815 wurde die Region und damit auch Rödelhausen auf dem Wiener Kongress dem Königreich Preußen zugeordnet. Unter der preußischen Verwaltung gehörte die Gemeinde zur Bürgermeisterei Sohren im Kreis Zell des Regierungsbezirks Koblenz.
Nach dem Ersten Weltkrieg zeitweise französisch besetzt, ist der Ort seit 1946 Teil des Landes Rheinland-Pfalz.

## Politik

### Bürgermeister
Ortsbürgermeister von Rödelhausen ist seit 2024 Markus Schmidt.
Schmidts Vorgänger als Ortsbürgermeister war Claus Kasper.

## Siehe auch

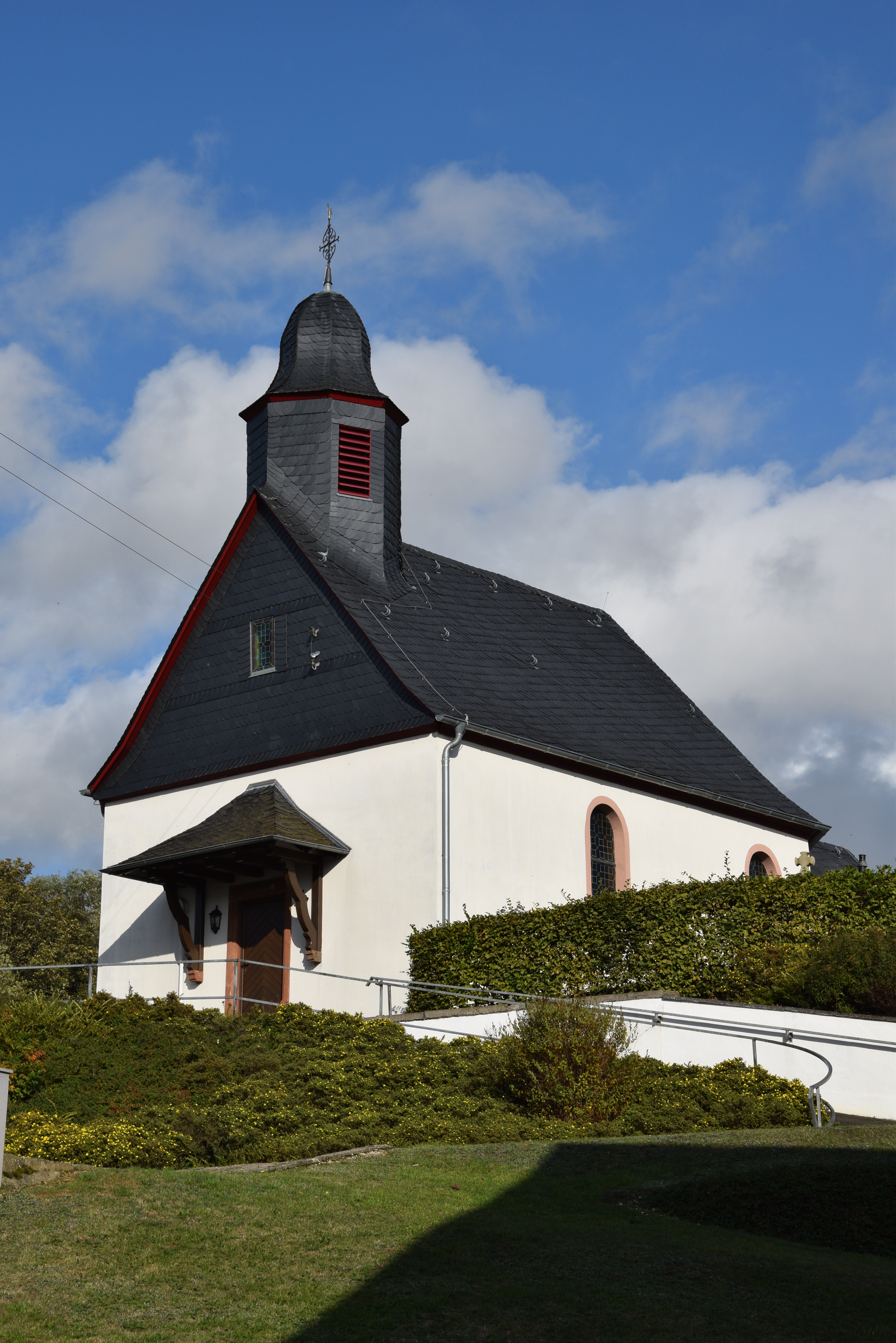
Kapelle St. Bartholomäus in Rödelhausen

### Wappen
| Wappen von Rödelhausen | Blasonierung: „In Gold ein roter Schrägrechtsbalken, belegt mit drei silbernen Quadraten, vorne ein blaues, rotgegrifftes Hackmesser, hinten eine blaue Urne.“ |
| Wappen von Rödelhausen | Wappenbegründung: Der rote Balken in Gold im Ortswappen weist auf die ehemalige territoriale Zugehörigkeit Rödelhausens zur Markgrafschaft Baden hin, die Quadrate auf die vordere Grafschaft Sponheim, Vorgänger der Badener. Das Messer ist das Attribut des Heiligen Bartholomäus, dem die katholische Kapelle des Dorfes geweiht ist. Die Urne nimmt Bezug auf den Fund aus einem späthallstattzeitlichen Grabhügel. |